# 360 (فلم)
360 هو فيلم دراما وإثارة تم إنتاجه في فرنسا والمملكة المتحدة والبرازيل والنمسا والولايات المتحدة بطولة ريتشل وايز وجود لود.

## القصة
يتناول الفيلم مجموعة قصص لأشخاص تجمعهم مواقف مشتركة، متطرقا إلى جوانب نفسية في شخصياتهم من خلال رؤية معاصرة صاغها السيناريست الأمريكي بيتر مورجان لرواية الأديب الأسترالي آرثر شنيتزلر.

## الميزانية والإيرادات
حقق الفيلم أرباحًا تقدر 1.7 مليون دولار.

## وصلات خارجية
- مقالات تستعمل روابط فنية بلا صلة مع ويكي بيانات

360 على IMDb
360 على Rotten Tomatos